# Malaxis lepidota
Malaxis lepidota är en orkidéart som först beskrevs av Achille Eugène Finet, och fick sitt nu gällande namn av Oakes Ames. Malaxis lepidota ingår i släktet knottblomstersläktet, och familjen orkidéer. Inga underarter finns listade i Catalogue of Life.